# Qieyang Shijie
Qieyang Shijie (chinês: 切阳什姐) ou Choeyang Kyi (tibetano: ཆོས་དབྱིངས་སྐྱིད་); Haiyan, 11 de novembro de 1990) é uma atleta chinesa especializada na marcha atlética, campeã olímpica da marcha de 20 km em Londres 2012.
Foi a primeira atleta do Tibete a competir e conquistar uma medalha pela China em Jogos Olímpicos. Originalmente ela chegou em terceiro lugar na prova, conquistando a medalha de bronze, atrás de duas russas, Elena Lashmanova e Olga Kaniskina. Em 2015, com o escândalo de dopagem que afetou diversos atletas russos, Kaniskina perdeu sua medalha e Qieyang foi promovida à medalha de prata. Em 2022, com a nova tecnologia existente para testes de dopagem, as amostras congeladas de sangue e urina de Lashmanova também deram positivo. Com isso, a russa também teve sua medalha de ouro confiscada e ela outorgada a Qieyang, declarada campeã olímpica de Londres 2012 dez anos depois da prova. A disputa de Qieyang Shijie por uma medalha olímpica naquela tarde em Londres foi palco de de um momento único com espectadores chineses, desfraldando a bandeira chinesa, e tibetanos exilados, com a bandeira do Tibete proibida na China, em grupos separados mas próximos, se ignorando mutuamente, incentivando a mesma atleta e comemorando sua medalha.
Além da medalha de ouro olímpica, ela também tem quatro medalhas de campeonatos mundiais, conquistadas entre Daegu 2011 e Eugene 2022. Nos Jogos Olímpicos posteriores a Londres, ficou em quinto lugar na Rio 2016 e em sétimo em Tóquio 2020.